# رئيس وزراء روسيا
رئيس حكومة روسيا الاتحادية (الروسية: Председатель Правительства Российской Федерации)، يشار إليه عموما باسم رئيس الوزراء (الروسية: Премьер-министр) هو رئيس الحكومة الروسية وثاني أقوى شخصية في الاتحاد الروسي. بموجب المادة 24 من القانون الدستوري الاتحادي «بشأن حكومة الاتحاد الروسي»، يرأس رئيس الوزراء «حكومة الاتحاد الروسي». يعتبر رئيس الوزراء الروسي الشخص الثاني في روسيا، بعد الرئيس.
نظرًا للدور المركزي لرئيس روسيا في النظام السياسي، فإن أنشطة السلطة التنفيذية (بما في ذلك رئيس الوزراء) تتأثر تأثرًا كبيرًا برئيس الدولة (على سبيل المثال، الرئيس هو الذي يعين رئيس الوزراء ويعزله وأعضاء الحكومة الآخرين؛ يجوز للرئيس أن يرأس اجتماعات مجلس الوزراء وأن يصدر أوامر إلزامية إلى رئيس الوزراء وأعضاء الحكومة الآخرين، ويجوز للرئيس أيضًا إلغاء أي إجراء صادر عن الحكومة). استخدام مصطلح «رئيس الوزراء» غير رسمي تماماً ولا يستخدمه الدستور الروسي والقوانين الفيدرالية والقوانين الأخرى مطلقاً.

## خلفية تاريخية

### الفترة الإمبراطورية

#### رؤساء الوزراء الروس في الفترة المبكرة
حتى عام 1905، كان الإمبراطور هو رئيس الحكومة أيضًا. في غياب الإمبراطور، عمل الوزراء واحدًا تلو الآخر بدءًا من الأقدم في الرتبة، كرئيس للحكومة لمدة أربع جلسات.
في عام 1810، مُنحت الرئاسة لمستشار الدولة، الكونت نيكولاي روميانتسيف، رئيس مجلس الإمبراطورية السابق آنذاك. منذ عام 1812، تطور منصب رئيس اللجنة إلى منصب مستقل، والذي تزامن حتى عام 1865 بالضرورة مع رئاسة مجلس الإمبراطورية.
تقليديًا، كانت رئاسة اللجنة الأخيرة في الخدمة العامة، هي المنصب الفخري الذي تشغله كبار الشخصيات التي أصبحت مسنة جدًا على تنفيذ واجبات الوزير. وصف عدد من رؤساء اللجنة (خاصة الدوق ألكسندر شيرنيشيوف والكونت أليكسي أورلوف والكونت ديمتري بلودوف) من قبل المعاصرين بأنهم «بالكاد على قيد الحياة» و «يائسون». كتب الكونت مودست كورف مازحًا عن الكونت تشيرنيشوف: «انظر، إنه على قيد الحياة!»، وتوفي الدوق بافل غاغارين في منصبه عن عمر يناهز 83 عامًا.

#### 1905- 1917
ظهر المنصب الجديد لرئيس الوزراء في عام 1905. أنشأ مرسوم الإمبراطور نيكولا الثاني في 19 أكتوبر من عام 1905 مجلس وزراء الإمبراطورية الروسية، وجمع الوزراء في مجلس واحد (في السابق كان كل وزير يقدم تقاريره مباشرة إلى الإمبراطور بشأن وزارته). أصبح رئيس مجلس الوزراء رسميًا رئيسًا للحكومة. عين نيكولاس غراف سيرغي ويت كأول «رئيس وزراء» له.
منذ عام 1905، تلقى رئيس الوزراء صلاحيات واسعة، مع الفرصة لمتابعة سياساته وإصلاحاته الخاصة. اكتسب بيوتر ستوليبين (بقي في منصبه: 1906- 1911)، سمعة كواحد من أقوى رؤساء الوزراء، فقد أجرى خلال فترة رئاسته العديد من الإصلاحات الكبرى (على الرغم من الجدل حوله).
بالرغم من أن الدستور الروسي لعام 1906، أنشأ مجلس الدوما (مجلس نيابي للبرلمان)، إلا أن الحكومة لم تكن مسؤولة أمامه. لم ينجح كل من سيرجي ويت وبيوتر ستوليبين (في بداية رئاسته) في محاولتهما لتشكيل حكومة ائتلافية لأكبر المنظمات السياسية. مع ذلك حاول مجلس الدوما التأثير على الحكومة. أصبح الصراع بين مجلس الدوما والحكومة واضحًا بشكل خاص خلال رئاسة إيفان غوريميكين الأول في عام 1906.
استمر منصب رئيس مجلس وزراء الإمبراطورية الروسية 12 عامًا، خلال هذا الوقت تولى سبعة أشخاص هذا المنصب (أحدهما مرتين). انقضى هذا المنصب بعد ثورة فبراير في مارس من عام 1917، في أعقاب تنحي نيكولا الثاني عن العرش في 15 مارس [التقويم القديم والجديد 2 مارس] من عام 1917 وتشكيل الحكومة المؤقتة في نفس اليوم.

### الحكومة المؤقتة
خلال فترة الحكومة الروسية المؤقتة، ترأس رئيس الوزراء بحكم الأمر الواقع الدولة الروسية وكانت تسميته الرسمية «وزير- رئيس الحكومة الروسية المؤقتة». شغل هذا المنصب شخصان فقط، جورجي ليفوف وألكسندر كيرينسكي.
استمر المنصب نحو ستة أشهر، وبعد ثورة أكتوبر، استبدل به رئيس مجلس المفوضين الشعبيين في جمهورية روسيا الاتحادية الاشتراكية السوفيتية.

### الفترة السوفيتية
أثناء فترة حكم فلاديمير لينين، كان رئيس مجلس المفوضين الشعبيين هو الزعيم الفعلي للقوات الاشتراكية الرواندية (منذ عام 1922 وحتى عام 1991).
في عام 1946، تغير اسم منصب رئيس الحكومة إلى رئيس مجلس الوزراء. يشار إلى الأشخاص الذين شغلوا هذه المناصب في بعض الأحيان باسم رؤساء الوزراء.

### ما بعد الفترة السوفيتية
في الوقت الحالي، اللقب الرسمي لرئيس الوزراء هو «رئيس حكومة الاتحاد الروسي».
في روسيا الحديثة، يعين رئيس الوزراء من قبل الرئيس بموافقة مجلس الدوما. مع ذلك، فإن رئيس الوزراء هو المسؤول أمام الرئيس ويقدم تقاريره له بشكل دوري، لكنه يقدم تقاريره إلى مجلس الدوما مرة واحدة في العام.
بعد انتخاب بورين يلتسين، كرئيس لروسيا، أصبح هو بنفسه رئيسًا للحكومة أيضًا. فقد ترأس حكومة الاتحاد الروسي (16 مايو 1992، حكومة الاتحاد الروسي) لمدة ستة أشهلا تقريبًا. في الواقع، كان يلتسين أول رئيس لحكومة روسيا بعد تفكك الاتحاد السوفيتي، مع ذلك، لم يكن رئيسًا للوزراء. بعد يلتسين، أصبح إيغور غايدار القائم بأعمال رئيس الوزراء، لكن مجلس السوفييت الأعلى الروسي رفض الموافقة على توليه منصب رئيس الوزراء. في 14 ديسمبر من عام 1992، عين فيكتور تشيرنوميردين كرئيس للوزراء.
يشبه النظام السياسي الروسي النظام الفرنسي الحديث. من أجل تعيين رئيس الوزراء يحتاج الرئيس إلى أغلبية الأصوات في مجلس الدوما. إذا لم يحصل رئيس الحزب على الأغلبية وفشل في تشكيل ائتلاف، قد يحتاج الرئيس إلى تعيين موال لمنصب رئيس الوزراء. على سبيل المثال، حدث ذلك في عام 1998، عندما رفض مجلس الدوما (الذي كان يضم أغلب المعارضة لرئيس الحزب) مرتين تعيين رئيس الوزراء فيكتور تشيرنوميردين، فعين بورين يلتسين يفغيني بريماكوف الذي دعم المعارضة اليسارية كرئيس للوزراء.
ساد في منتصف التسعينيات في روسيا مصطلح «ورئيس الوزراء التقني». يشير هذا المصطلح إلى رئيس الوزراء الذي لا يعد شخصية سياسية مستقلة، بل يمثل فقط الرئيس الاسمي للحكومة، بينما تدار في الواقع أنشطة الحكومة من قبل الرئيس.